# Closer to the Ground
| Recensione       | Giudizio |
| ---------------- | -------- |
| AllMusic         |          |
| Robert Christgau | B+       |

Closer to the Ground è il secondo album discografico del gruppo musicale di folk rock statunitense Joy of Cooking, pubblicato dalla casa discografica Capitol Records nel settembre del 1971.

## Tracce

### LP
Lato A
1. Closer to the Ground – 4:45 (Toni Brown)
2. Blues for a Friend – 3:38 (Toni Brown)
3. New Colorado Blues – 3:28 (Toni Brown)
4. Humpty Dumpty – 2:35 (Terry Garthwaite)
5. A Thousand Miles – 3:55 (Toni Brown)

Lato B
1. Sometimes Like a River (Loving You) – 3:27 (Toni Brown)
2. Pilot – 3:45 (Terry Garthwaite)
3. The War You Left – 2:40 (Toni Brown)
4. First Time, Last Time – 2:52 (Toni Brown)
5. Laugh, Don't Laugh – 5:35 (Toni Brown)

## Formazione
- Toni Brown - voce, tastiere, chitarra, chitarra steel
- Terry Garthwaite - voce, chitarra
- Jeff Neighbor - basso, trombone
- Fritz Kasten - batteria, sassofono alto
- Ron Wilson - congas, bongos, harp

Note aggiuntive
- John Palladino - produttore
- Registrazioni effettuate nel giugno-luglio 1971 al Capitol Studios
- Jay Ranellucci e Ken Perry - ingegneri delle registrazioni
- Richard Crawford - dipinto copertina frontale album originale
- T.G. Humbead - fotografia retrocopertina album originale
- John Hoemle - art director[3]